# Ondřej Pyclík
Ondřej Pyclík (* 17. únor 1988) je bývalý český fotbalový útočník, naposledy hrající za FC Moravský Písek.

## Klubová kariéra
Od roku 2003 až do roku 2015 hrál v různých kategoriích Slovácka. Poté odešel na hostování do Veselí nad Moravou, Bzence a Moravského Písku. Má jeden start v první lize, za ostravský Baník. Zápas skončil porážkou 4:0 pro Baník. Taktéž si zahrál jednu sezonu za německý FV Inselsberg. Kariéru ukončil v létě 2019.

## Reprezentační kariéra
Pyclík si zahrál jeden zápas za Českou reprezentaci do 17 let.